# Milan Trenc
Milan Trenc (Zagreb, 1962) is een Kroatisch illustrator, schrijver en filmregisseur.

## Biografie
Milan Trenc werd geboren in Zagreb in 1962 en studeerde aan de "School voor toegepaste kunsten" om vervolgens filmregie te studeren aan de Akademija dramske umjetnosti (Academie van dramatische kunst) aan de universiteit van Zagreb. Tijdens zijn studies publiceerde hij enkele strips. Van 1985 tot 1991 was Trenc chef-illustrator van het magazine Start. In 1989 schreef en regisseerde hij Prica o Duhu voor de Kroatische televisie en in 1990 maakte hij de korte animatiefilm Veliki provod (The Big Time) die vertoond werd op het filmfestival van Londen. Trenc bleef ook stripboeken uitgeven en illustreerde covers van nationale en internationale publicaties. 
In 1991 verliet Trenc Start en verhuisde hij naar New York waar hij stripverhalen schreef voor het Heavy Metal magazine en illustreerde en publiceerde in onder andere The New York Times, Time, The Wall Street Journal, The New Yorker en Fortune. 
Hij schreef en illustreerde in 1993 het jeugdboek The Night at the Museum dat later in 2006 verfilmd werd. In maart 2013 verscheen het vervolg Another Night at the Museum dat eveneens verfilmd werd.
In 2000 regisseerde Trenc zijn eerste langspeelfilm Zen Stories en in 2015 schreef hij het toneelstuk Emil i detektivi, gebaseerd op het boek Emil und die Detektive uit 1928 van  Erich Kästner.

## Filmografie
- Zen Stories (2000) – regie
- Veliki provod (korte animatiefilm, 1990) – scenario & regie
- Prica o Duhu (televisiefilm, 1989) – scenario & regie